# Constantí
Constantí é um município da Espanha, na comarca do Tarragonès, província de Tarragona, comunidade autónoma da Catalunha. Tem 30,94 km² de área e em 2021 tinha 6 724 habitantes (densidade: 217,3 hab./km²). Limita com os municípios de Tarragona, Reus, Perafort, La Pobla de Mafumet, Els Pallaresos e La Selva del Camp.